# Aphonopelma hollyi
Aphonopelma hollyi là một loài nhện trong họ Theraphosidae.
Loài này thuộc chi Aphonopelma. Aphonopelma hollyi được miêu tả năm 1995 bởi Smith. Loài được đặt tên theo ca sĩ nhạc Rock & Roll Buddy Holly thập niên 1950.
Chúng được biết đến từ các quận Lubbock và Briscoe, ở Bắc Texas, và có mặt ở đồng cỏ hỗn hợp và chà rừng giữa các sườn đồi cỏ.